# Wes Harding
Wesley Nathan Hylton „Wes” Harding (ur. 20 października 1996 w Leicester) – jamajski piłkarz z obywatelstwem brytyjskim, występujący na pozycji środkowego lub prawego obrońcy, reprezentant Jamajki, od 2023 roku zawodnik angielskiego Millwall. Uczestnik Copa América 2024.